# Список міністрів закордонних справ Канади

Міністр закордонних справ Канади (англ. Minister of Foreign Affairs of Canada, фр. Ministre des Affaires étrangères) — міністр в Уряді Канади, відповідальний за здійснення зовнішньої політики країни і за нагляд за міжнародними відносинами федерального уряду в сфері іноземних справ і міжнародної торгівлі Канади. З-поміж іншого, міністр наглядає за Міжнародним центром з прав людини та демократичного розвитку та Міжнародним науково-дослідним Центром розвитку. Нинішній міністр закордонних справ — Мелані Жолі.

## Історія
З 1909 по 1993 рр. існувала посада державного секретаря із зовнішніх зв'язків Канади — члена Кабінету міністрів Канади, який відповідав за контроль за міжнародними відносинами федерального уряду і колишнього глави Департаменту зовнішніх зв'язків Канади. Перші два державних секретарі із зовнішніх зв'язків Канади з 1909 по 1912 рік (Чарльз Мерфі під керівництвом сера Вільфред Лор'є і Вільям Джеймс Рош під керівництвом сера Роберта Бордена) були одночасно державними секретарями Канади. Два портфеля були розділені в 1912 році, посаду тоді за сумісництвом до 1946 року обіймав прем'єр-міністр Канади.
Політичні діячі, що володіли портфелем міністра закордонних справ іноді відігравали помітну роль у міжнародних справах:
- Лестер Боулс Пірсон (майбутній прем'єр-міністр) вирішив Суецьку кризу і створив Миротворчі сили Організації Об'єднаних Націй і, як результат, отримав в 1957 році Нобелівську премію миру.
- Джо Кларк (колишній прем'єр-міністр) очолив опозицію системі апартеїду в Південній Африці в Співдружності націй, проти початкового опору британського уряду Маргарет Тетчер і уряду Сполучених Штатів Америки.
- Ллойд Ексуорсі призвів до Оттавської Конвенції, про заборону протипіхотних мін в більшості країн світу.

Як і у випадку Лестер Пірсона (так і його попередника Луї Сан-Лорана), портфель міністра закордонних справ може стати останнім ступенем до посади прем'єр-міністра. До 1946 року було прийнято що посаду державного секретаря із зовнішніх зв'язків, буде займати чинний прем'єр-міністр. Джон Діфенбейкер утримував міністерський портфель два наступних терміни.
Посада державного секретаря із зовнішніх зв'язків була замінена на посаду міністра закордонних справ у 1993 році.

## Державні секретарі із зовнішніх зв'язків Канади з 1909 року по 1993 рік
| №    | Фото | Ім'я                                | Термін          | Термін            | Політична партія                    | Міністр             |
| ---- | ---- | ----------------------------------- | --------------- | ----------------- | ----------------------------------- | ------------------- |
| 1    |      | Чарльз Мерфі                        | 19 травня 1909  | 6 жовтня 1911     | Ліберал                             | Вільфред Лор'є      |
| 2    |      | Вільєм Джеймс Рош                   | 10 жовтня 1911  | 1 квітня 1912     | Консерватор                         | Роберт Лейрд Борден |
| 3    |      | Роберт Лейрд Борден                 | 1 квітня 1912   | 11 жовтня 1917    | Консерватор                         |                     |
| 4    |      | Артур Міен (1й термін)              | 10 липня 1920   | 29 грудня 1921    | національні ліберали і консерватори | Артур Міен          |
| 5    |      | Маккензі Кінг (1й термін)           | 29 грудня 1921  | 28 червня 1926    | Ліберал                             | Маккензі Кінг       |
| (4)  |      | Артур Міен (2й термін)              | 29 червня 1926  | 25 вересня 1926   | Консерватор                         | Артур Міен          |
| (5)  |      | Маккензі Кінг (2й термін)           | 25 вересня 1926 | 7 серпня 1930     | Ліберал                             | Маккензі Кінг       |
| 6    |      | Річард Беннет                       | 7 серпня 1930   | 23 жовтня 1935    | Консерватор                         | Річард Беннет       |
| (5)  |      | Маккензі Кінг (3й термін)           | 23 жовтня 1935  | 3 вересня 1946    | Ліберал                             | Маккензі Кінг       |
| 7    |      | Луї Сан-Лоран                       | 4 вересня 1946  | 9 вересня 1948    | Ліберал                             |                     |
| 8    |      | Лестер Боулс Пірсон                 | 10 вересня 1948 | 15 Листопада 1948 | Ліберал                             | Луї Сан-Лоран       |
| 9    |      | Джон Діфенбейкер                    | 21 червня 1957  | 12 вересня 1957   | Прогресивний консерватор            | Джон Діфенбейкер    |
| 10   |      | Сідней Ерл Сміт                     | 13 вересня 1957 | 17 березня 1959   | Прогресивний консерватор            |                     |
| -    |      | Джон Діфенбейкер (2й термін; В. О.) | 19 березня 1959 | 3 червня 1959     | Прогресивний консерватор            |                     |
| 11   |      | Говард Грін                         | 4 червня 1959   | 21 квітня 1963    | Прогресивний консерватор            |                     |
| 12   |      | Пол Джозеф Джеймс Мартін            | 22 квітня 1963  | 20 квітня 1968    | Ліберал                             | Лестер Пірсон       |
| 13   |      | Мітчелл Шарп                        | 20 квітня 1968  | 7 серпня 1974     | Ліберал                             | П'єр Трюдо          |
| 14   |      | Аллан Макічен (1й термін)           | 8 серпня 1974   | 13 вересня 1976   | Ліберал                             |                     |
| 15   |      | Дональд Джеймісон                   | 14 вересня 1976 | 3 червня 1979     | Ліберал                             |                     |
| 16   |      | Флора Макдональд                    | 4 червня 1979   | 2 березня 1980    | Прогресивний консерватор            | Джо Кларк           |
| 17   |      | Марк Макдональд                     | 3 березня 1980  | 9 вересня 1982    | Ліберал                             | П'єр Трюдо          |
| (14) |      | Аллан Макічен (2-й термін)          | 10 вересня 1982 | 29 червня 1984    | Ліберал                             |                     |
| 18   |      | Жан Кретьєн                         | 30 червня 1984  | 16 вересня 1984   | Ліберал                             | Джон Тернер         |
| 19   |      | Джо Кларк                           | 17 вересня 1984 | 20 квітня 1991    | Прогресивний консерватор            | Браян Малруні       |
| 20   |      | Барбара МакДугал                    | 21 квітня 1991  | 24 червня 1993    | Прогресивний консерватор            |                     |
| 21   |      | Перрен Бітті                        | 25 червня 1993  | 3 листопада 1993  | Прогресивний консерватор            | Кім Кемпбелл        |

## Міністри закордонних справ Канади
| №. | Фото | Ім'я                  | Термін            | Термін            | Політична партія | Прем'єр міністр |
| -- | ---- | --------------------- | ----------------- | ----------------- | ---------------- | --------------- |
| 1  |      | Андре Уелле           | 4 листопада 1993  | 24 січня 1996     | Ліберал          | Жан Кретьєн     |
| 2  |      | Ллойд Ексуорсі        | 25 січня 1996     | 16 жовтня 2000    | Ліберал          |                 |
| 3  |      | Джон Менлі            | 17 жовтня 2000    | 15 січня 2002     | Ліберал          |                 |
| 4  |      | Білл Грехем           | 15 січня 2002     | 11 грудня 2003    | Ліберал          | Пол Мартін      |
| 5  |      | П'єр Петтігрю         | 20 липня 2004     | 5 лютого 2006     | Ліберал          |                 |
| 6  |      | Пітер Маккей          | 6 лютого 2006     | 14 серпня 2007    | Консерватор      | Стівен Гарпер   |
| 7  |      | Максім Берньє         | 14 серпня 2007    | 26 травня 2008    | Консерватор      |                 |
| 8  |      | Девід Емерсон         | 26 травня 2008    | 20 жовтня 2008    | Консерватор      |                 |
| 9  |      | Лоренс Кеннон         | 30 жовтня 2008    | 18 травня 2011    | Консерватор      |                 |
| 10 |      | Джон Берд             | 18 травня 2011    | 3 лютого 2015     | Консерватор      |                 |
| 11 |      | Роб Ніколсон          | 9 лютого 2015     | 4 листопада 2015  | Консерватор      |                 |
| 12 |      | Стефан Діон           | 4 листопада 2015  | 11 січня 2017     | Ліберал          | Джастін Трюдо   |
| 13 |      | Христя Фріланд        | 11 січня 2017     | 20 листопада 2019 | Ліберал          |                 |
| 14 |      | Франсуа-Філіп Шампань | 20 листопада 2019 | 12 січня 2021     | Ліберал          |                 |
| 15 |      | Марк Гарно            | 12 січня 2021     | 26 жовтня 2021    | Ліберал          |                 |
| 16 |      | Мелані Жолі           | 26 жовтня 2021    |                   | Ліберал          |                 |